# The Rock (Australia)
The Rock – miasto w Australii, w stanie Nowa Południowa Walia.